# 유어 아이즈 텔
《유어 아이즈 텔》(일본어: きみの瞳が問いかけている, 영어: Your Eyes Tell)는 2020년 10월에 개봉한 일본의 로맨스, 드라마 영화이다.
 미키 타카히로가 감독을 토요네 유이치가 각본을 맡았다.
 일본은 2020년 10월 23일에 대한민국은 2021년 3월 11일에 개봉되었다. 한효주 소지섭 주연의 한국영화 《오직 그대만》리메이크 작

## 줄거리
불의의 사고로 가족과 시력까지 잃어가는 아카리

어느날 아카리는 관리인과 혼동해 루이에게 말을 걸지만

킥복서로 유망했던 루이는 한 사건을 계기로 마음을 닫은 상태

하지만 이를 모르는 아카리는 루이에게 계속해서 말을 걸고

조금씩 아카리에게 마음을 열어가는 루이는 아카리의 시력이

잃어가는 것이 자신의 과거와 연관되어 있음을 알게 되고

아카리의 눈 수술비를 벌기 위해 불법 도박판에서

링에 선수로 참가하게 되는데...

## 출연진
- 요시타카 유리코 - 카시와기 아카리 역
- 요코하마 류세이 - 안토니오 시노자키 루이 역
- 마치다 케이타 - 사쿠마 쿄스케 역
- 야베 쿄스케 - 하라다 진 역
- 타야마 료세이 - 오우치 회장 역
- 노마구치 토오루 - 오자키 타카후미 역
- 오쿠노 에이타 - 쿠지 미츠루 역
- 한냐 - 카네이 역
- 사카노우에 아카네 - 츠노 모리 케이코 역
- 오카타 요시노리 - 사카모토 유키 역
- 후부키 준 - 오우라 미에코 역
- 모리 칸나 - 마이코 역(우정 출연)